# عفونت (فیلم ۲۰۰۴)
عفونت (انگلیسی: Infection) فیلمی در ژانر ترسناک است که در سال ۲۰۰۴ منتشر شد. از بازیگران آن می‌توان به یوکو ماکی و کویچی ساتو اشاره کرد.